# Stausee Brody
Der Brodzkie-See (Brody Iłżeckie) ist ein Rückhaltebecken an der Kamienna in der Woiwodschaft Heiligkreuz, gelegen auf dem Iłża-Vorland. Der Damm wurde 1964 errichtet und 1986 umgebaut. Das Becken erfüllt Hochwasserschutz- und Erholungsfunktionen. Außerdem wird hier Wasser für Industriebetriebe in Starachowice entnommen. Am Abfluss des Beckens befindet sich ein kleines Wasserkraftwerk mit einer installierten Leistung von 110 kW.
Der Erddamm mit einer Höhe von 7,1 m befindet sich in der Ortschaft Brody in der gleichnamigen Gemeinde. Der Stausee hat eine Fläche von 260 Hektar, eine Länge von 5,3 km und eine maximale Tiefe von 6 Metern. Das Gesamtvolumen beträgt 7,3 Millionen Kubikmeter, während das Nutzvolumen 5 Millionen Kubikmeter umfasst. Der Wasserspiegel liegt auf einer Höhe von 195 m ü. NN.
Eine große touristische Attraktion in der Umgebung des Stausees sind die sandsteinernen Felsen, die an seinen Ufern liegen. Es gibt zwei Gruppen von Felsen. Auf der Südseite befinden sich die Skały w Krynki (Felsen in Krynki), die den Status eines Naturschutzgebiets haben, und auf der Nordseite die Skały w Ruda (Felsen in Ruda), die als Naturdenkmal geschützt sind.

## Historische Fakten
Die umfassende Regulierung des Flusses Kamienna begann zu Beginn des 19. Jahrhunderts. Die Arbeiten wurden zunächst nach dem sogenannten Staszic-Plan zur Errichtung eines „kontinuierlichen Eisenwerks an der Kamienna“ durchgeführt, die zur Achse des Altpolnischen Industriegebiets werden sollte.
Das Konzept sah den Bau von metallurgischen Anlagen vor, die auf wasserbasiertem technologischen Transport basierten, sowie die vollständige energetische Nutzung der Kamienna. Zu diesem Zweck wurden eine Reihe von Stauanlagen errichtet: in Bzin, Rejów, Parszów, Mostki, Marcinków, Wąchock, Starachowice, Michałów und Brody. Die Industrieanlagen wurden entlang des Flusslaufs unter Berücksichtigung der Produktionstechnologie angesiedelt.
Oberhalb des Flusses wurden Hochöfen angesiedelt, gefolgt von Verarbeitungsbetrieben, den sogenannten Puddelwerken, und schließlich den Walzwerken am unteren Flusslauf. Das Reservoir in Brody wurde 1841 für die hier bestehende Puddelanlage errichtet und war bis zur verheerenden Flut im Jahr 1903 in Betrieb, die den Großteil der Wasserbauwerke an der Kamienna zerstörte. Es wurde 1964 wiederaufgebaut. Das hier zuvor existierende Wehr, das als „Staszic-Wehr“ bekannt war, wurde rekonstruiert und in die luftseitige Böschung des Damms in Brody Iłżeckie integriert. Es dient heute als dekoratives Element (ohne technische Funktion), ist jedoch zugleich ein Zeugnis des hohen hydrotechnischen Niveaus jener Zeit.